# Врождённая кишечная непроходимость
Врождённая кишечная непроходимость - врачебный диагноз, одна из наиболее частых причин неотложных операций у детей периода новорожденности.

## Причины
- пороки развития кишечной трубки
- нарушение процесса вращения кишечника
- пороки развития других органов брюшной полости и забрюшинного пространства

## Формы
~Высокая и низкая в зависимости от уровня деления дпк.
~Полная (атрезия) и частичная (стеноз).
~Обтурационная (атрезия, сдавление просвета кишки снаружи энтерокистомой или кольцевидной поджелудочной железой, мекониевый илеус, болезнь Гиршпрунга).
-Странгуляционная(заворот кишечника, ущемлённая грыжа,инвагинация).

## Лечение
Оперативное, в зависимости от дифференциального диагноза